# Acetylacetonát rhoditý
Acetylacetonát rhoditý, zkráceně Rh(acac)3, je rhoditý komplex s acetylacetonátovými (acac) ligandy, patřící mezi acetylacetonáty kovů. Jedná se o na vzduchu stálou žlutooranžovou pevnou látku, rozpustnou v organických rozpouštědlech. Má molekulovou symetrii typu D3.
Tato sloučenina se připravuje z chloridu rhoditého a acetylacetonu. Komplex má dva enantiomery, které lze od sebe oddělit ve formě aduktů s dibenzoylesterem kyseliny vinné.